# И просто ей така...
„И просто ей така...“ (на английски: And Just Like That...) е американски комедийно-драматичен сериал и продължение на „Сексът и градът“, който започва излъчване на 9 декември 2021 г. по HBO Max.

## Актьорски състав
| Актьор              | Роля                       |
| ------------------- | -------------------------- |
| Сара Джесика Паркър | Кари Брадшоу               |
| Синтия Никсън       | Миранда Хобс               |
| Кристин Дейвис      | Шарлот Йорк Грийнблат      |
| Марио Кантон        | Антъни Марентино           |
| Дейвид Айгенбърг    | Стийв Брейди               |
| Уили Гарсън         | Станфорд Блач              |
| Евън Хендлър        | Хари Голдънблат            |
| Сара Рамирез        | Че Диаз                    |
| Крис Нот            | Тузара/Джон Джеймс Престън |
| Никол Ари Паркър    | Лиса Тод Уексли            |
| Сарита Чудхри       | Сийма Пател                |
| Карън Питман        | Д-р Ния Уолъс              |
| Исак Коул Пауъл     | Джордж                     |
| Бренда Вакаро       | Глория Маркет              |
| Айвън Ернандез      | Франклин                   |
| Кристофър Джаксън   | Хърбърт Уексли             |
| ЛеРой МаКлейн       | Андре Рашад Уолъс          |

### Заснемане
Снимките на първи сезон започват през юни 2021 г. в Ню Йорк и приключват на 6 декември 2021 г. Заснемането на втори сезон започва на 4 октомври 2022 г. и завършва на 14 април 2023 г. в Ню Йорк.

## В България
В България излъчването на сериала е по HBO GO успоредно с американското. Сериалът е излъчен със субтитри на български.